# Совайоки
Совайоки (устар. Сова-йоки) — река в России, протекает по территории Лоухского района Карелии. Длина реки — 17 км, площадь водосборного бассейна — 419 км². Река протекает по территории национального парка Паанаярви близ государственной границы с Финляндией.
Вытекает из озера Соваярви на высоте 225,2 м над уровнем моря.
Впадает в озеро Паанаярви на высоте 136,6 м над уровнем моря.
В Соваярви впадает река Сулкийоки, несущая воды озёр:
- Исо-Сиеппиярви
- Пиени-Сиеппиярви
- Сулкаярви и нескольких небольших ламбин

Также в Соваярви впадают протоки без названия, текущие из озёр:
- Пурнуярви
- Хангасъярви
- Каутисъярви
- Корвасъярви (пограничное)

,

## Данные водного реестра
По данным государственного водного реестра России относится к Баренцево-Беломорскому бассейновому округу, водохозяйственный участок реки — Ковда от истока до Кумского гидроузла, включая озёра Пяозеро, Топозеро. Речной бассейн реки — бассейны рек Кольского полуострова и Карелии, впадает в Белое море.